# 飯田真
飯田 真（いいだ しん、1932年 - 2013年5月19日）は日本の医学者、精神科医。専門は精神病理学。飯田眞の字が用いられる場合もある。

## 経歴
1955年、東京大学医学部医学科卒業。1961年、同大学で医学博士号を所得。1963年から1966年、西ドイツのミュンスター大学病院神経科に留学。1975年に東京大学医学部講師となり、1983年から1997年まで新潟大学医学部で精神医学講座の教授を務めた。

## 学会
- 『日本精神病理学会名誉会員

## 著書
- 『双生児の研究 III』（分担執筆、日本学術振興会）
- 『天才の精神病理 科学的創造の秘密』（中井久夫共著、中央公論社、自然選書） 1972.3
- 『精神医学論文集 臨床遺伝学から精神病の状況論へ』（金剛出版） 1978
- 『躁うつ病の精神病理 3』（編、弘文堂、精神医学叢書） 1979.11
- 『躁うつ病』（編、国際医書出版） 1983
- 『岩波講座 精神の科学』全10巻、別巻1（共編、岩波書店） 1983 - 1984
- 『分裂病の精神病理 13』（編著、東京大学出版会） 1984
- 『中年期の精神医学』（編著、医学書院） 1990
- 『老年精神医学論集』（佐藤新共編、岩崎学術出版社） 1997

## 翻訳
- 『フロイト著作集 5 性欲論 / 症例研究』（ジークムント・フロイト、懸田克躬, 高橋義孝他共訳、人文書院） 1969.1
- 『早発性痴呆または精神分裂病群』（E・ブロイラー、共訳、医学書院） 1974
- 『精神医学』（共訳、西村書店）
- 『多次元精神医学 チュービンゲン学派とその現代的意義』（ライナー・テレ、編訳、岩崎学術出版社） 2007.4　ISBN 9784753307012

## 関連人物
- 笠原嘉
- 宮本忠雄
- 木村敏
- 安永浩
- 中井久夫